# Nikolaj Nikolajevič Hovanski
Knez Nikolaj Nikolajevič Hovanski (rusko Николай Николаевич Хованский), ruski general, * 1777, † 1837.
Bil je eden izmed pomembnejših generalov, ki so se borili med Napoleonovo invazijo na Rusijo; posledično je bil njegov portret dodan v Vojaško galerijo Zimskega dvorca.

## Življenje
Pri treh letih je bil vpisan v Preobraženski polk in 1. januarja 1793 je bil kot poročnik premeščen v aktivno vojaško službo. Leta 1805 se je kot podpolkovnik Tavričeškega grenadirskega polka udeležil bitki pri Austerlitzu. 23. aprila 1806 je postal polkovnik. 
Leta 1807 je bil premeščen v Pernovski mušketirski polk, s katerim se je bojeval proti Francozom. 27. junija istega leta je postal Dneprovskega mušketirskega polka. Leta 1810 se je udeležil bojev proti Turkom in 14. junija istega leta je bil povišan v generalporočnika. 
Med veliko patriotsko vojno je bil sprva poveljnik polka, nato pa še 2. brigade 18. pehotne divizije. Leta 1813 je postal poveljnik 12. pehotne divizije. 30. avgusta 1814 je bil povišan v generalporočnika. Po koncu vojne in vrnitvi v Rusiji je postal poveljnik 23. pehotne divizije. 
Leta 1821 je postal senator in čez dve leti je postal generalni guverner Vitebska, Mogileva in Smolenska. 25. avgusta 1828 je bil povišan v generala pehote. Leta 1836 je postal državni svetnik.